# Kərim Diniyev
Kərim Diniyev (Baku, 5 settembre 1993) è un allenatore di calcio ed ex calciatore azero, di ruolo difensore.

## Carriera

### Club
Ha giocato nella massima serie azera.

## Palmarès

### Club

#### Competizioni nazionali
- Campionato azero: 3

Neftçi Baku: 2010-2011, 2011-2012, 2012-2013
- Coppa d'Azerbaigian: 1

Neftçi Baku: 2012-2013